# Фалмента
Фалмента (итал. Falmenta) је насеље у Италији у округу Вербано-Кузио-Осола, региону Пијемонт.
Према процени из 2011. у насељу је живело 187 становника. Насеље се налази на надморској висини од 740 м.

## Становништво
Према резултатима пописа становништва 2011. у општини је живело 157 становника.
| 1936. | 1951. | 1961. | 1971. | 1981. | 1991. | 2001. | 2011. |
| ----- | ----- | ----- | ----- | ----- | ----- | ----- | ----- |
| 1.032 | 857   | 729   | 541   | 438   | 319   | 231   | 157   |